# سانيا مانديتش
سانيا مانديتش (بالصربية: Сања Мандић) مواليد 14 مارس 1995 في بلغراد، صربيا والجبل الأسود، هي لاعبة كرة سلة صربية. بدأت مسيرتها الاحترافية في سنة 2009. وتحمل الرقم 10.

## الإنجازات
- الدوري الصربي لكرة السلة للسيدات (3): 2013-14، 2014-15، 2015-16
- الدوري الأدرياتيكي للسيدات (1): 2013-14

## روابط خارجية
- سانيا مانديتش على موقع الاتحاد الدولي لكرة السلة (الإنجليزية)
- سانيا مانديتش على موقع كرة السلة الأوروبية.كوم (الإنجليزية)
- سانيا مانديتش على موقع بروبوليرز (الإنجليزية)
- سانيا مانديتش على موقع اللجنة الأولمبية الصربية (الصربية)